# Rebu
Koordinaten: 59° 14′ N, 27° 0′ O
Rebu ist ein Dorf (estnisch küla) im Kreis Ida-Viru (Ost-Wierland) im Nordosten Estlands. Seit Oktober 2013 liegt es in der Landgemeinde Lüganuse (Lüganuse vald). Bis zu deren Bildung lag es in der Landgemeinde Maidla (Maidla vald).

## Beschreibung und Geschichte
Das Dorf hat 7 Einwohner (Stand 2000).
Rebu wurde erstmals 1551 urkundlich erwähnt. Historiker haben in Rebu eine alte Eisenschmelze nachgewiesen. Das erforderliche Erz gewannen die Einheimischen aus den nahegelegenen Mooren. In der Umgebung weisen auch die Namen von Bächen und Wäldern auf eine Eisenverarbeitung hin. Sie enthalten die Bezeichnung raud (estnisch für „Eisen“).
Bei dem Bauernhof Sompa haben Archäologen einen unterirdischen Friedhof freigelegt. Er wurde vom 13. bis zum 17. Jahrhundert genutzt. Die Anlage steht unter staatlichem Kulturgüterschutz.